# Орловка (Ясиноватский район)
Орло́вка (укр. Орлівка) — село в Ясиноватском районе Донецкой области Украины.

## Население
Население по данным всеукраинской переписи 2001 года составляло 874 человека.

## Географическое положение
Орловка расположена на берегу речки Дурная, протекающей по одноимённой балке и впадающей в реку Волчья, приток Самары.

## История
В «Истории городов и сел Украинской ССР» сказано, что Орловка основана в 1847 году переселенцами из Орловской губернии. «Край-донецкий. Историко-топонимический словарь» сообщает, что переселенцы назвали деревню в память о покинутой родине.
В метрических книгах за 1869 г. (более ранние книги не сохранились) Покровской церкви соседнего села Покровское жители деревни Орловка фигурируют как государственные крестьяне.

На «Специальной карте Европейской России», составленной в 1868 году и исправленной в 1879 году (лист 61, издана в 1894 году) и на военно-топографической карте Европейской России (ряд XXVI. Лист 16, составлена в 1875 году), примерно на месте современной Орловки расположена деревня Никольская. На карте Бахмутского уезда землемера Гринера (1894) нет ни Орловки, ни Никольской. Орловка появляется на той же карте издания 1908 года, рядом с ней — хутор Никольский.

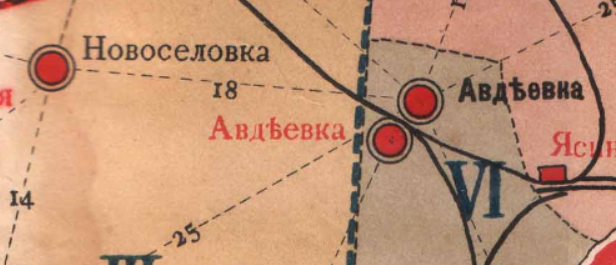
Фрагмент карты Гринера 1894 г.

В Списках населённых пунктов Бахмутского уезда за 1859—1873 гг. при речке Дурной имеются только два поселения — владельческие деревни Николаевка (Геевка) и Яснобродская. Орловки нет и она никогда не была владельческой деревней.
В аналогичных списках за 1911 год Орловка числится в Авдеевской волости, имеет 107 дворов; по сведениям 1908 года в ней проживало 383 жителя мужского пола и 388 женского, всего 771 человек.
В Справочной книге Екатеринославской епархии за 1913 год Орловка с населением в 200 человек числится в приселках Архангельско-Михайловской церкви села Авдеевка Авдеевской волости.
По состоянию на 1936 год Орловка — центр сельского совета.

## Религия
В Орловке находится Свято-Иоанно-Богословский храм Авдеевского благочиния донецкой епархии украинской православной церкви Московского патриархата.

## Известные уроженцы
- Елагин, Сергей Иванович (1903—1949) — Герой Советского Союза.